# Kia KM250
Kia KM250 (K511 — як вантажний автомобіль Збройних сил Республіки Корея) —  південнокорейський вантажний бортовий повнопривідний автомобіль з колісною формулою 6х6 капотного компонування. Призначений для перевезення людей і різних вантажів по дорогах загального користування, а також по бездоріжжю.

## Історія
KM250 розроблений на базі класичної американської вантажівки M35A2, яка виготовлялась за ліцензією. Характерна спартанська кабіна та великий кузов.
В квітні 2020 року була укладена угода вартістю у 1,4 млрд доларів США на загальну кількість у 10 000 нових вантажних автомобілів. Ці машини мають прийти на заміну вантажним автомобілям вантажопід'ємністю у 2,5 та 5 тонн, що перебувають на озброєнні армії Республіки Корея. Зокрема, на заміну KM250 прийде машина з безкапотною кабіною та можливістю встановлення додаткового бронювання.

## Конструкція
KM250 може перевозити 2270 кг вантажу по бездоріжжю або 4550 кг по дорозі з твердим покриттям або 20 озброєнних вояків (+2 в кабіні). Використовується дизельний двигун KK-7.4 180 к.с.

## Варіанти
- KM250 - базова модель
- KM251 - з подовженою базою
- KM255 - паливозаправник на 4540 л.
- KM256 - бак для води на 3800 л.
- KM258 - кунг